# Watruschka

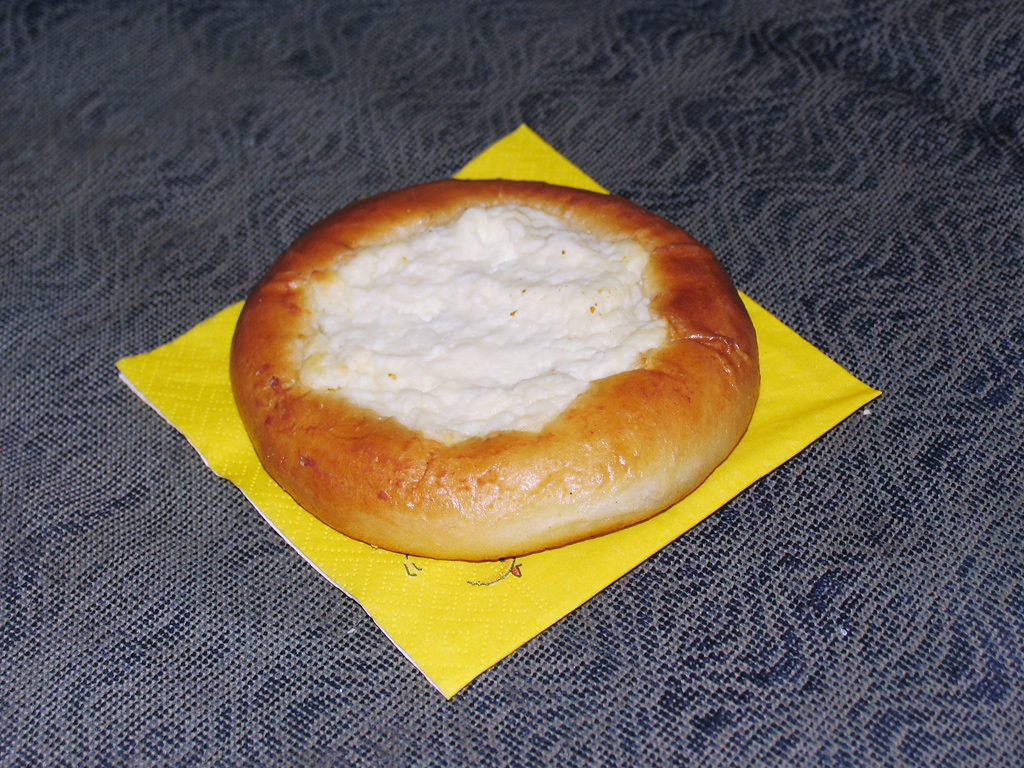
Eine Watruschka mit Quarkfüllung

Eine Watruschka (russisch, ukrainisch und belarussisch ватрушка) ist ein Käsekuchen der russischen und ukrainischen Küche. Die Tarte besteht aus einem Boden und einem Gitter aus Sandmasse, gefüllt mit Quarkcreme und Trockenfrüchten, dekoriert mit Puderzucker. Der Name leitet sich vom altslawischen Wort Watra (ватра; zu deutsch Feuer) ab.
Watruschki hingegen sind kleine Gebäcke, üblicherweise aus Brioche-Hefeteig hergestellt. Dieser wird zunächst ausgerollt und in kleine Portionen zerschnitten. In die Mitte der etwa untertassengroßen Teigstücke wird eine Quarkmasse gegeben. Die Masse kann je nach Rezept unter anderem Rosinen, Äpfel oder Beeren enthalten. Die Ränder des Teigs werden anschließend umgeklappt, so dass in der Mitte die Quarkfüllung noch sichtbar bleibt. Der Teig wird gehen gelassen, mit Eigelb sowie Butter bestrichen und anschließend im Backofen ausgebacken.